# هاب بيري
هاب بيري (بالإنجليزية: Hap Perry)‏ هو مدرب كرة سلة أمريكي، ولد في 30 مارس 1896 في أنسونفيل في الولايات المتحدة، وتوفي في 24 يناير 1986 في مقاطعة هيلزبورو في الولايات المتحدة.